# Терновка (Россошанский район)
Терновка — село в Россошанском районе Воронежской области России. Входит в состав Старокалитвенского сельского поселения.

## История
Село было основано в XVIII веке казаками Острогожского полка. Согласно описанию Калитвянского уезда за 1779 год в хуторе Терновом имелось 48 дворов. Статус села Терновка обрела в 1859 году, в связи с освящением деревянной Спасской церкви.

## География
Село находится в южной части Воронежской области, в степной зоне, к северу от реки Чёрная Калитва, на расстоянии примерно 8 километров (по прямой) к востоку от города Россошь, административного центра района. Абсолютная высота — 82 метра над уровнем моря.
Часовой пояс
Село Терновка, как и вся Воронежская область, находится в часовой зоне МСК (московское время). Смещение применяемого времени относительно UTC составляет +3:00.

## Население
| 1859 | 1897  | 2010 |
| ---- | ----- | ---- |
| 1098 | ↗1678 | ↘557 |

Гендерный состав
По данным Всероссийской переписи населения 2010 года в гендерной структуре населения мужчины составляли 44,3 %, женщины — соответственно 55,7 %.
Национальный состав
Согласно результатам переписи 2002 года, в национальной структуре населения русские составляли 94 %.

## Инфраструктура
В селе функционируют основная общеобразовательная школа, детский сад, фельдшерско-акушерский пункт (структурное подразделение Россошанской районной больницы), сельский дом культуры, библиотека и отделение Почты России.

## Улицы
Уличная сеть села состоит из 16 улиц и 4 переулков.